# Peter Gläser

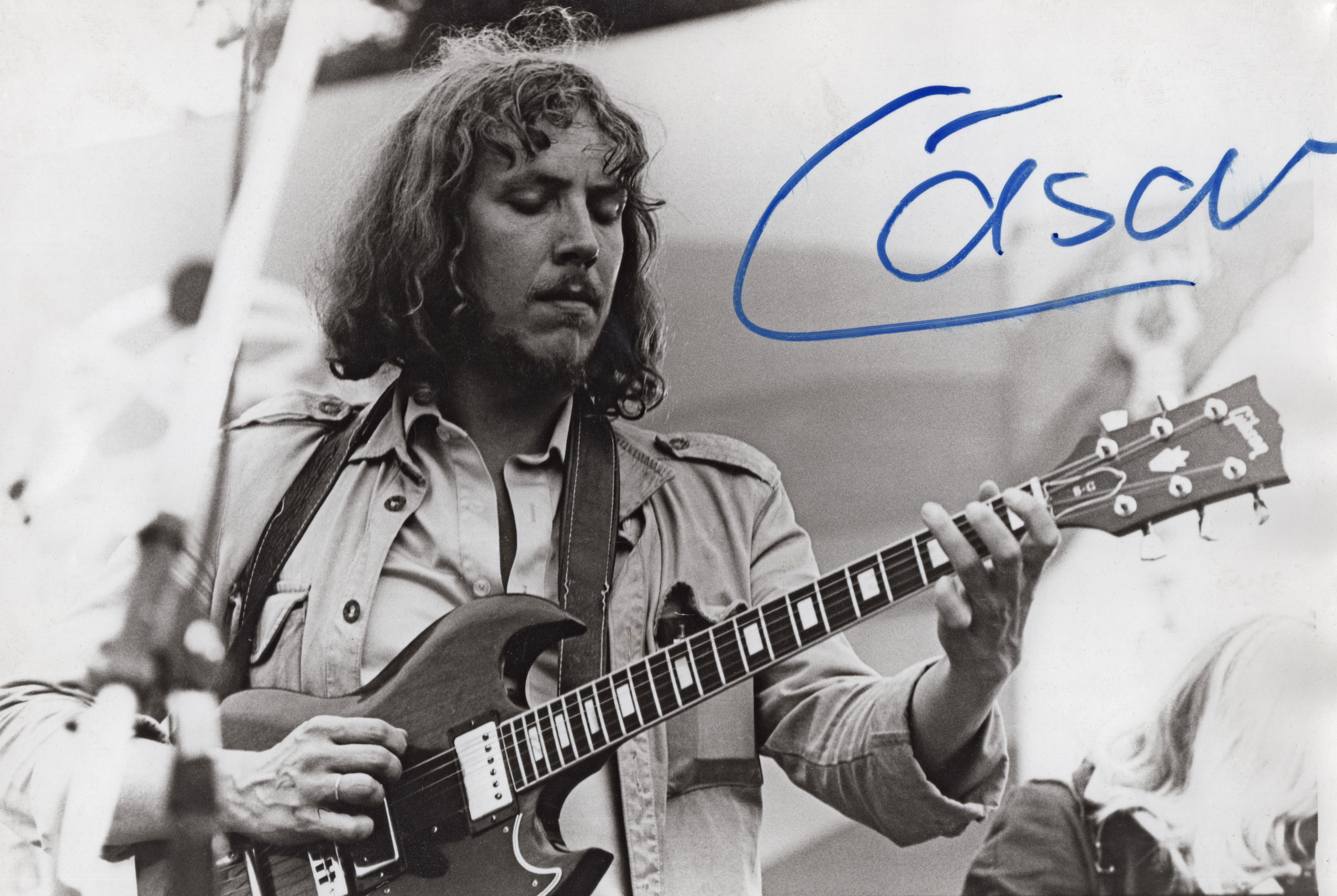
Peter Gläser während eines Konzertes mit Karussell, Berlin 1980 (Autogramm von 1981)

Peter „Cäsar“ Gläser (* 7. Januar 1949 in Leipzig; † 23. Oktober 2008 ebenda) war ein deutscher Rockmusiker. Als Gitarrist, Komponist, Bandleader und Solist durchlebte er eine wechselvolle Karriere und gehörte als Mitglied der Klaus Renft Combo und der Band Karussell zu den bekanntesten Musikern der Rockszene in der DDR. Nach knapp 25-jähriger Auseinandersetzung mit DDR-Behörden wurde Gläser Anfang 1989 nach West-Berlin ausgebürgert. Im Jahr 2007 gab Gläser bekannt, dass er von 1967 bis zu seiner Ausbürgerung als inoffizieller Mitarbeiter (IM) für das Ministerium für Staatssicherheit gearbeitet hatte.

## Musikalische Entwicklung

### Der Anfang
Peter Gläser nahm als Kind Musikunterricht an der Volksmusikschule Leipzig (Blockflöte, Klavier, Klarinette und Fagott). Sein musikalisches Vorbild war damals Mr. Acker Bilk. Später erlernte er das Gitarrenspiel autodidaktisch. Nach dem Schulabschluss im Jahr 1965 erlernte er den Beruf eines Elektromonteurs. Mit der festen Absicht, Musiker zu werden, suchte er 1966 Klaus Renft auf und konnte diesen von seinen musikalischen Qualitäten überzeugen. Renft hatte zu dieser Zeit bereits die Absicht eine neue Band zu gründen und probte mit Christiane Ufholz. Kurze Zeit später trat der 17-Jährige gemeinsam mit Renft als Barmusiker in der Leipziger Nachtbar Intermezzo auf. Seinen Künstlernamen Cäsar übernahm er von seinem Spitznamen aus Schulzeiten, da Mitschüler fanden, dass er wie Gaius Iulius Caesar aussähe.

### Klaus Renft Combo
Als sich 1967 das Verhältnis der DDR-Behörden zur Rockmusik wieder zu normalisieren begann, formierte Renft seine Klaus Renft Combo neu und holte Peter Cäsar Gläser als Gitarristen in die Band. Kurze Zeit später musste er seinen Grundwehrdienst in der Nationalen Volksarmee (NVA) ableisten. In dieser Zeit wurde er von Jürgen Matkowitz vertreten. Gläser spielte während seines Wehrdienstes in einer Armeeband gemeinsam mit Thomas Bürkholz und Jochen Hohl. 1969 kehrte er in die Band zurück und gehörte ihr bis 1975 an. Die Renft-Combo entwickelte sich zu einer der führenden Bands in der Rockszene der DDR. Titel wie Wer die Rose ehrt, Zwischen Liebe und Zorn, Cäsars Blues, Apfeltraum und Ketten werden knapper, an deren Entstehen Gläser beteiligt war, wurden zu Hits.
Die Band nannte sich ab 1974 Renft. Gerulf Pannach schrieb Texte, die immer systemkritischer wurden. Gläser hatte inzwischen ein Studium in den Fächern Gitarre, Klavier, Tonsatz und Instrumentation an der Hochschule für Musik und Theater „Felix Mendelssohn Bartholdy“ Leipzig begonnen, da sein vorläufiger Berufsausweis an eine fachliche Qualifizierung gebunden war. Er wurde jedoch 1975 wegen „schlechter Studiendisziplin“ exmatrikuliert. Renft wurde am 22. September 1975 verboten. Gläser wechselte später an die Berufsmusikerklasse der Musikschule Friedrichshain in Ost-Berlin und erhielt mit einem Abschluss dort seinen endgültigen Berufsausweis.

### Karussell
Im April 1976 wechselte Peter „Cäsar“ Gläser gemeinsam mit dem Ex-Schlagzeuger von Renft, Jochen Hohl, zur Band Karussell. Die Band etablierte sich bald beim Publikum als die „Nachfolgeband“ von Renft und hatte gefeierte Kompositionen von „Cäsar“ im Repertoire. Mit den Titeln Ehrlich will ich bleiben, Autostop, Whisky, Mc Donald oder Lebe entstanden neue Hits, die dem Lebensgefühl der unangepassten Jugendlichen, insbesondere der Kundenszene entsprachen.
Die Band, welche als Rockband mit Blues-Ambitionen gestartet war, unterlag zunehmend aktuellen Popeinflüssen, erlangte jedoch dadurch stärkere Medienpräsenz. Allerdings versuchten die Medien, besonders das DDR-Fernsehen, die Herkunft der Ex-Renftmusiker zu verschweigen. 1981/1982 tourte Gläser mit der Band durch die Sowjetunion, Polen, Bulgarien und Finnland. Die häufig wechselnde Bandbesetzung sowie der Zwang, sich ständig mit den DDR-Behörden arrangieren zu müssen und dennoch an den Traditionen von Renft festhalten zu wollen, machten Gläser, der das Profil der Band maßgeblich geprägt hatte, „müde“, so dass er 1983 schließlich frustriert die Band verließ.

### AMIGA Blues Band
Anfang Januar 1983 vereinte das DDR-Plattenlabel Amiga für ein einmaliges Bandprojekt bekannte Musiker der Rock- und Bluesszene der DDR in der AMIGA Blues Band. Mit Peter Cäsar Gläser (Gitarre, Gesang) spielten in der Band:
- Michael Lefty Linke (Gitarre, Gesang) von Monokel,
- Frank Gala Gahler (Mundharmonika, Gesang) von NO 55, ehemals Monokel,
- Wolfram Boddi Bodag (Piano, Gesang) von Engerling,
- Gerhard Hugo Laartz (Piano, Gesang) von der Modern Soul Band,
- Georgi Gogow (Bassgitarre, Violine) von NO 55, ehemals City,
- Herbert Junck (Schlagzeug) von der Hansi Biebl Band

Begleitet wurden sie von Helmut Forsthoff (Altsaxofon), Claus-Dieter Knispel (Trompete), Dagobert Darsow (Posaune) und Norbert Jäger (Perkussion). Diese Band nahm die Langspielplatte not fade away auf und gab ihr Live-Debüt am 29. Januar 1983 bei Rock für den Frieden im Ost-Berliner Palast der Republik. Im selben Jahr fanden weitere Konzerte in Städten der DDR statt.

### Cäsars Rockband
Noch im gleichen Jahr gründete Gläser unter seinem Künstlernamen Cäsar seine erste eigene Band und versuchte einen Neubeginn. Zu Cäsars Rockband gehörten:
- Peter Gläser (Gitarre, Flöte, Gesang),
- Bernd Herchenbach (Bassgitarre),
- Erwin Stache (Keyboard),
- Knut Steyer (Keyboard),
- Wolfram Dix (Schlagzeug),
- Jürgen Paul Dinter (Gitarre, Gesang)

Die Band vereinte Musiker unterschiedlicher Generationen und mit ebenso unterschiedlichen musikalischen Erfahrungen. Steyer und Dinter kamen aus der Leipziger Amateurszene, während Herchenbach bereits als Berufsmusiker in der Modern Soul Band, bei Uschi Brüning und der Schubert-Formation gespielt hatte.
1984 gründete Cäsar die Band neu:
- Peter Gläser (Gitarre, Flöte, Gesang)
- Detlef Delle Kriese (Schlagzeug)
- Holger Jahn (Gitarre, Gesang)
- Wilfried Gutjahr (Keyboard)
- Uli Mücke (Bassgitarre)

Kriese, Jahn, Gutjahr und Mücke hatten zuvor in der einzigen Mittelalter-Rockband der DDR, Passion, gespielt.
Mit Steig ein und Im Bauch des Riesen versuchte Cäsar an frühere Erfolge anzuknüpfen. Doch erneut geriet er wegen der Liedtexte der Band in das Visier der DDR-Kulturfunktionäre. Als Cäsar 1985 nach einem Konzert in einer NVA-Einheit in das Gästebuch schrieb, dass man besser ohne Armee auskomme, kam es zum Eklat. Man warf ihm Pazifismus vor und sagte die geplante Plattenaufnahme und die Konzerte der Band ab. Cäsar löste daraufhin die Band auf, stellte einen Ausreiseantrag aus der DDR und zog sich vorerst gänzlich aus dem Musikgeschäft zurück.

### Cäsar & Die Spieler
Doch schon 1987 kehrte Peter Gläser auf die Bühne zurück und ging mit Lutz Kerschowski und der Blankenfelder Boogieband auf Tournee. Ein Jahr später stieg er in die Band seines Sohnes ein und gründete Cäsar & Die Spieler. Nach erneuten Auseinandersetzungen mit den DDR-Behörden wurde Gläser schließlich zu Ostern 1989 nach West-Berlin ausgebürgert, wo er als Taxifahrer arbeitete.

### Cäsar Trio
Im Jahr 1991 startete Gläser sein Comeback und gründete das Cäsar Trio. Zur Band gehörten:
- Peter Cäsar Gläser (Gitarre, Flöte, Gesang),
- Volkmar Große (Bassgitarre, Gesang),
- Jürgen Schötz (Schlagzeug, Gesang)

### Cäsar & Band
Während eines Konzertes anlässlich seines 30. Bühnenjubiläums 1996 in Leipzig traf Gläser auf ehemalige Weggefährten der Klaus Renft Combo, und die Idee von einer gemeinsamen Tournee wurde geboren. Bei der „als ob nichts gewesen wär“-Tour in den Jahren 1997/1998 stand er mit Gerulf Pannach, Klaus Renft, Christian Kunert, Christiane Ufholz und Jochen Hohl auf der Bühne.

### Cäsar & Die Spieler II
1998 kehrte Gläser nach Leipzig zurück und erweckte die Band Cäsar & Die Spieler  zu neuem Leben.
Zur Band gehörten neben Cäsar, Große und Schötz
- Andy Wieczorek, später Henning Plankl (Saxophon, Flöte, Klarinette)
- Cornelia Plänitz (Saxophon, Violine, Mandoline, Gesang)
- Mario Ferraro (Gitarre, Gesang)

Die CD Wandersmann kennzeichnete den Beginn einer weiteren Schaffensperiode im Leben des Musikers. Im Jahr 2003 kam es zur Trennung von der Band.

### Väter & Söhne
Noch im Jahr 2002 startete Gläser ein neues Bandprojekt. Als
Väter & Söhne gaben Cäsar, sein Sohn Moritz, Boddi Bodag von Engerling und dessen Sohn Hannes mehrere Konzerte und nahmen die CD Wie Du mir so ich Dir auf.

### Cäsar & Die Spieler III
Im Januar 2005 formierte er Cäsar & Die Spieler neu. Seitdem gehörten zur Band:
- Peter Cäsar Gläser (Gitarre, Flöte, Gesang),
- Matti Rabold (Bassgitarre, Gesang),
- Jana Mende (Geige, Gesang),
- Till Uhlmann (Geige),
- Yogi Franke (Schlagzeug, Gesang)

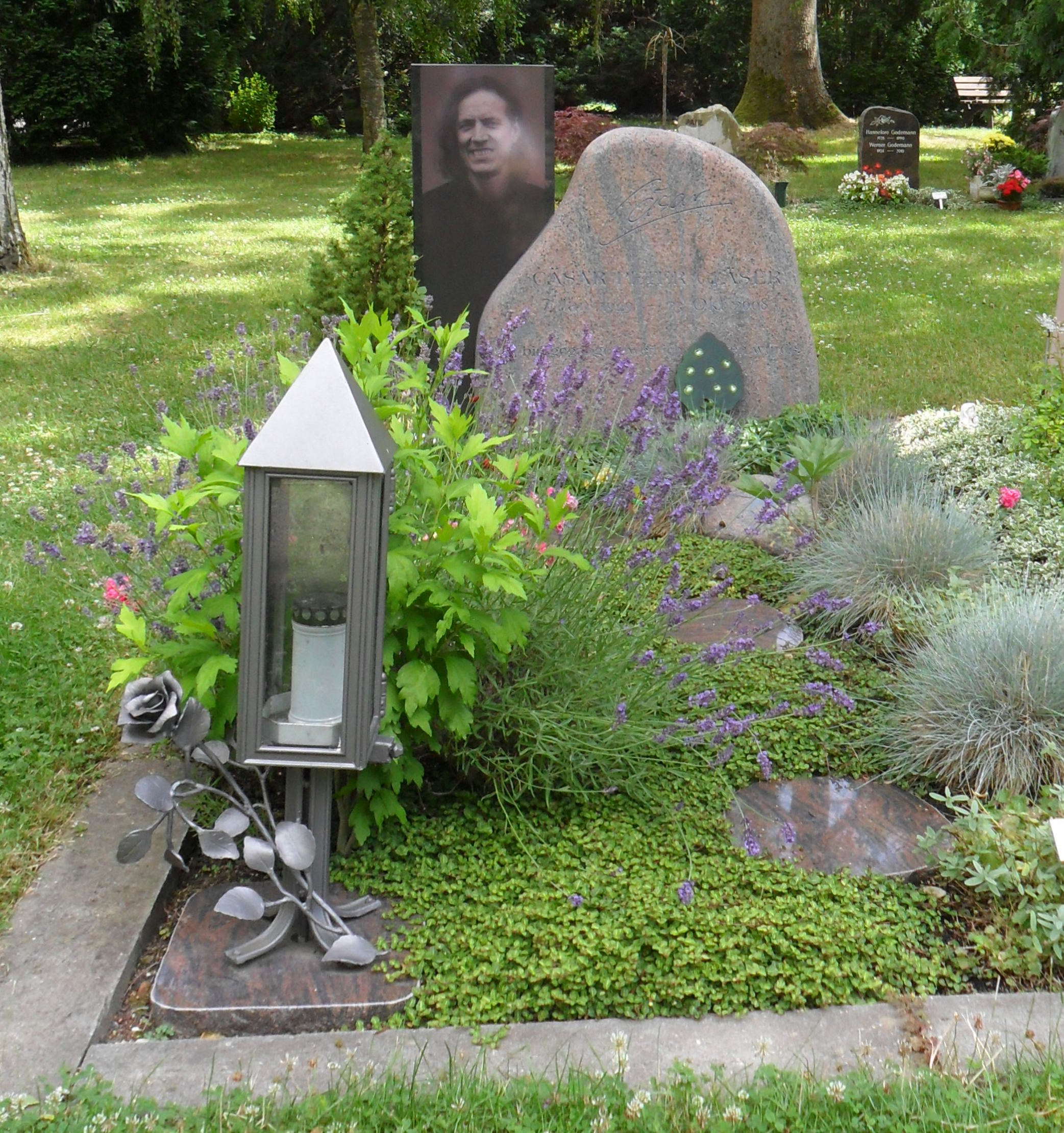
Grab auf dem Leipziger Südfriedhof

Vom Ergebnis der neuerlichen Zusammenarbeit konnte sich das Publikum beim Konzert „40 years on stage“ am 16. Dezember 2006 überzeugen, bei dem die aktuelle Band gemeinsam mit der Besetzung bis 2003 auf der Bühne stand. Zu einem weiteren Höhepunkt wurde das gemeinsame Konzert am 20. Mai 2007 in Mittweida, bei dem Cäsar und Hans die Geige zur Erinnerung an den tödlich verunglückten ehemaligen Renft-Kollegen Heinz Prüfer auf eindrucksvolle Weise den Eric-Clapton-Song Tears in Heaven vortrugen.
Während eines Konzerts am 13. Juli 2007 verließ Cäsar bereits nach dem ersten Titel die Bühne, und die Band setzte das Konzert ohne ihn fort. Zu diesem Zeitpunkt wusste er noch nichts von seiner späteren schweren Erkrankung. Später gab es weitere gemeinsame Konzerte mit Cäsar & Die Spieler und der Klaus Renft Combo. Am 16. und 17. November 2007 fanden zwei Konzerte mit Cäsar & Die Spieler Big Band statt, welche die Musiker der Spieler II und Spieler III vereinigten.
Parallel zu den Konzerten veranstaltete Cäsar mehrere Lesungen aus seiner Autobiografie Wer die Rose ehrt. In konzert-unüblichem Rahmen präsentierte er neben Passagen seines Buches auch Musikstücke, die seinen Weg als Künstler prägten.
Am 31. Dezember 2007 gab Cäsar im Arena-Club in Chemnitz sein letztes Konzert. Im Dezember 2007 erhielt er die Diagnose Krebs und erlag der Krankheit am  23. Oktober 2008 in einer Leipziger Klinik. Er wurde auf dem Leipziger Südfriedhof beerdigt.

## Stasi-Mitarbeit
Im Jahr 2007 gab Gläser in seiner Autobiographie Wer die Rose ehrt bekannt, dass er unter dem Decknamen „Klaus Weber“ seit seinem 17. Lebensjahr ein IM der Staatssicherheit gewesen war.

## Privates
Peter Gläser war vier Mal verheiratet und hat fünf Kinder, darunter die Musiker Robert und Moritz Gläser. Seine letzte und langjährige Lebensgefährtin, geheiratet zehn Wochen vor seinem Krebstod, war die freiberufliche Musikmanagerin Simone Dake, die 2018 die Geschäftsführung des Rudolstadt-Festivals übernahm.

## Diskografie
(frühere Aufnahmen mit Renft und Karussell: siehe Bandartikel)

### Alben
- Cäsar: Cäsar (Loewenzahn GmbH/1995)
- Cäsar: Cäsar. Die Zweite (Loewenzahn GmbH/1996)
- Cäsar: Gläserklirren (Loewenzahn GmbH/1999)
- Cäsar & Die Spieler: Wandersmann (Loewenzahn GmbH/1999)
- Cäsar: Ich möcht mich nicht erinnern – ein Zeitdokument (cäsar music/2000)
- Cäsar & Die Spieler: Zeitsprünge live (cäsar music/2001)
- Väter & Söhne: Wie du mir – so ich dir (cäsar music/2002)
- Klaus Renft Combo: Unbequem woll'n wir sein (Marktkram/2003)
- Cäsar: Zeitlos (cäsar music/2005)
- Cäsar: Geht es dir gut (Buschfunk/2006)

### Single
- Cäsar: Wer die Rose ehrt (cäsar music/2002)

### Sampler
- Die Notenbude, Vol. 1 bis Vol. 4 (Choice of music)
- Als ich fortging (Choice of music)
- Melodie & Rhythmus, Vol. 1 (Choice of music)

### DVD
- Cäsar & Die Spieler: ZeitSprünge live (cäsar music/2007)
- Cäsar & Die Spieler BigBand: Cäsar – Semper Fidelis (cäsar music/2010)